# San Pedro de Tutule
San Pedro de Tutule è un comune dell'Honduras facente parte del dipartimento di La Paz.
Il comune venne istituito il 9 marzo 1926 con parte del territorio del comune di Santa María.